# Bamun (Sprache)

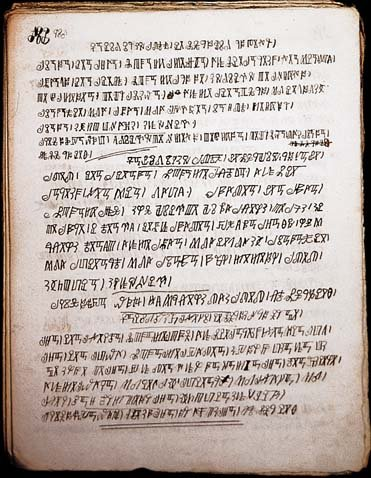
Seite eines Manuskripts in der Bamun-Schrift

Bamum (Eigenbezeichnung Schupamem oder Shüpamom Aussprache [ʃŷpǎˑmə̀m] „Bamum-Sprache“, französisch Bamoun) ist eine Semibantu-Sprache Kameruns, also eine bantoide Sprache, die nicht zu den Bantusprachen zählt. 
Sie gehört zum Zweig der Mbam-Nkam-Sprachen innerhalb der Semibantu-Sprachen.
Die Sprache Bamum hat in etwa eine Viertelmillion Sprecher und war die Amtssprache des Königreiches von Bamum. Sie hat ein eigenes Schriftsystem, die Bamun-Schrift, welches vom bekannten Sultan Ibrahim Njoya und seinem Palastzirkel 1895 entwickelt wurde. Um 1895 entwickelte Sultan Njoya mehrere Schriften, deren letzte auch „A-ka-u-ku“ genannt wird und einigen Erfolg hatte, bis die französische Kolonialverwaltung ihren Gebrauch unter Strafe stellte und alle Schulen schloss, die sie unterrichtet hatten.
Die Kameruner Musiker Claude Ndam und Gerryland sind Muttersprachler in Bamum und verwenden es in ihrer Musik.
Der offizielle ISO-Sprachcode ist [bax]. Es existieren einige Dialekte, die mit den Sprachen Bafanji, Bamali, Bambalang und Bangolan verwandt sind.

## Phonologie
Bamum hat Töne, lange Vokale und Diphthonge sowie kodale Konsonanten. Die einfachen Vokale sind: 
| Front | Mitte | hinten |
| ----- | ----- | ------ |
| i y   | ɨ     | ɯ u    |
| e     | ə     |        |
| ɛ     |       | ɔ      |
|       | a     |        |

Die Konsonanten sind, 
| Labial | Alveolar | Post- alveolar | Velar | Labialized velar | Labial- velar | Glottal |
| ------ | -------- | -------------- | ----- | ---------------- | ------------- | ------- |
| p      | t        |                | k     | kʷ               | kp            | ʔ       |
| b      | d        |                | ɡ     | ɡʷ               | ɡb            |         |
| mp     | nt       |                | ŋk    | ŋkʷ              | ?             |         |
| mb     | nd       |                | ŋɡ    | ŋɡʷ              | ?             |         |
| f      | s        | ʃ              | x     | ?                |               |         |
| v      | z        | ʒ              | ɣ     | ?                |               |         |
| ɱf     | ?        | ɲʃ             |       |                  |               |         |
| ɱv     | ?        | ɲʒ             |       |                  |               |         |
| m      | n        | ?              | ŋ     | ŋʷ               | ŋm            |         |
|        | r l      | j              |       | w                |               |         |